# Tantaal-elco

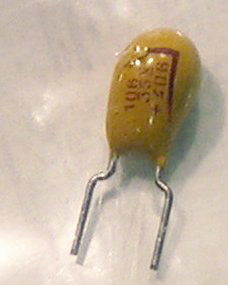
Tantaal-elco

Een tantaal-elco is een elektrolytische condensator die een hoge capaciteit combineert met lage zelfontlading en kleine afmetingen.  Tantaal-elco's worden toegepast waar een gewone elco te groot zou zijn of te snel defect zou raken.
Gebruikelijke waarden zijn: 0,1μF tot 100μF bij maximaal 35V.  Net als 'gewone' elco's zijn tantaal-elco's gepolariseerd, het omkeren van de + en - aansluiting heeft depolarisatie tot gevolg en kan zelfs leiden tot ontploffen vanwege de grote hitte die kan vrijkomen.  
Een tantaal-elco wordt gemaakt met tantaal(V)oxide (Ta2O5) als diëlektricum. Het element tantaal wordt gewonnen uit coltan.